# Macintosh II számítógépek
A Macintosh II számítógépek az Apple Inc. által 1987 és 1993 között fejlesztett, gyártott és forgalmazott asztali személyi számítógépek egy csoportja. A Macintosh II számítógép-családba nyolc számítógép tartozik: a Macintosh II, IIx, IIcx, IIci, IIfx, IIsi, IIvi és a IIvx. A II elnevezés azt jelzi, hogy a Compact Macintosh számítógépek utódjának szánták ezt a számítógép-családot. Amíg a Compact Macintoshoknál a kijelző és a gép egy házba kerültek, a II gépek kijelző nélküliek voltak. A II-es család életében mutatta be az Apple a Macintosh LC és Macintosh Quadra számítógép-családokat.
A korábbi Macintosh modellektől eltérően, amelyek "minden egyben" kialakításúak, a Macintosh II modellek "moduláris" rendszerek, amelyek nem tartalmaznak beépített monitort, és könnyen bővíthetők.  A bővítést a NuBus biztosította, amely majdnem egy évtizedre a teljes Macintosh-vonal szabványos bővítőbuszává vált. A NuBus (angolul „New Bus” a helyes kiejtése) 32 bites párhuzamos számítógépbusz, amelyet az MIT fejlesztett ki, és 1987-ben lett szabvánnyá. Az Apple Computer fő bővítőbuszként használta, a NeXTBus nevű változatot pedig a NeXT fejlesztette ki.
A Macintosh II volt az első, amely hivatalosan is támogatta a színes kijelzőt, és a Macintosh XL leszámítva az első, amely az 512x384 képpontnál nagyobb képernyőfelbontást adott. A Macintosh II egyben az első Apple gép, amely nem Motorola 68000-es processzort, hanem Motorola 68020-ast használt, a sorozat többi tagja Motorola 68030 processzoros volt még azután is, hogy bemutatták a Motorola 68040-et. Az Apple végül a Quadra 700 és 900 bevezetésével váltott a '040-re. A Quadrákat csúcskategóriás munkaállomás-kategóriájú grafikus és tudományos számítástechnikai gépekként pozicionálta, míg a Macintosh II családot a mainstream asztali számítógépek közé helyezte.

## A számítógép adatai
A táblázat nem tartalmazza az összes műszaki paramétert. Az egyes modelleknél a bemutatáskor érvényes adatokat soroljuk fel, a későbbi frissítéseket nem. Az eszköz technikai paraméterei a MacTracker alkalmazásból származnak.
| Gép nevebemutatva kivezetve          | Méretmagasság szélesség mélység súlySzín | Processzorprocesszor órajel, mag L1 és L2 cache társprocesszor                                | Háttértármerevlemezkülső adathordozó | Eredeti operációs rendszer | Memóriaalap max. @sebességhely     | Kijelzőmérete felbontása | Grafikakártyamemória kimenet                 | CsatlakozókEthernet, ADB, soros, SCSI, párhuzamos, FDD, kijelző, hang be/ki, belső mikrofon, hangszóró                        | Bővíthetőségkártyahelybelső öbölkülső csatlakozó     |
| ------------------------------------ | ---------------------------------------- | --------------------------------------------------------------------------------------------- | ------------------------------------ | -------------------------- | ---------------------------------- | ------------------------ | -------------------------------------------- | --- | ---------------------------------------------------- |
| II1987. márc. 2. 1990. jan. 15.      | 140 mm 475 mm 366 mm 10,9 kg bézs        | Motorola 68020 @16 MHz és 1 mag L1 0,25kB, Motorola 68881 FPU                                 | 800k floppy                          | System 3.0                 | nincs alap max: 20MB @120ns8 hely  | nincs kijelző            | Macintosh II Video Card256kB kártyán 1 DB–15 | * 2 ADB * 2 soros * 1 D–25 (SCSI) * kártyán 1 DB–15 (külső monitor) * 1 3,5 jack audió ki * beépített hangszóró               | * 6 NuBus* SCSI (külső)                              |
| IIx1988. szept. 19. 1990. okt. 15.   | 140 mm 475 mm 366 mm 10,9 kg bézs        | Motorola 68030 @16 MHz és 1 mag L1 0,25kB, Motorola 68882 FPU                                 | 40MB HDD 1,44 floppy                 | System 6.0.1               | nincs alap max: 128MB @120ns8 hely | nincs kijelző            | Macintosh II Video Card256kB kártyán 1 DB–15 | * 2 ADB * 2 soros * 1 D–25 (SCSI) * kártyán 1 DB–15 (külső monitor) * 1 3,5 jack audió ki * beépített hangszóró               | * 6 NuBus* SCSI (külső)                              |
| IIcx1989. márc. 7. 1991. márc. 11.   | 140 mm 302 mm 366 mm 6,2 kg bézs         | Motorola 68030 @16 MHz és 1 mag L1 0,25kB, Motorola 68882 FPU                                 | 40MB HDD 1,44 floppy                 | System 6.0.3               | nincs alap max: 128MB @120ns8 hely | nincs kijelző            |                                              | * 2 ADB * 2 soros * 1 D–25 (SCSI) * 1 DB–19 külső FDD * 1 3,5 jack audió ki * beépített hangszóró                             | * 3 NuBus* SCSI (külső)                              |
| IIci1989. szept. 20. 1993. febr. 10. | 140 mm 302 mm 366 mm 6,4 kg bézs         | Motorola 68030 @25 MHz és 1 mag L1 0,25kB, Motorola 68882 FPU                                 | 40MB HDD 1,44 floppy                 | System 6.0.4               | nincs alap max: 128MB @80ns8 hely  | nincs kijelző            | 64kB 1 DB–15                                 | * 2 ADB * 2 soros * 1 D–25 (SCSI) * 1 DB–19 külső FDD * 1 3,5 jack audió ki * beépített hangszóró                             | * 3 NuBus* SCSI (külső)                              |
| IIfx1990. márc. 19. 1992. ápr. 15.   | 140 mm 475 mm 366 mm 10,9 kg bézs        | Motorola 68030 @40 MHz és 1 mag L1 0,5kB, L2 32kB Motorola 68882 FPU, MOS Technology 6502 IOP | 40MB HDD 1,44 floppy                 | System 6.0.5               | nincs alap max: 128MB @80ns8 hely  | nincs kijelző            |                                              | * 2 ADB * 2 soros * 1 D–25 (SCSI) * 1 3,5 jack audió ki * beépített hangszóró                                                 | * 6 NuBus* SCSI (külső)                              |
| IIsi1990. okt. 15. 1993. márc. 15.   | 101 mm 315 mm 378 mm 4,5 kg bézs         | Motorola 68030 @20 MHz és 1 mag L1 0,5kB, Motorola 68882 FPU                                  | 40MB HDD 1,44 floppy                 | System 6.0.6               | 1MB max: 65MB @100ns4 hely         | nincs kijelző            | 64kB 1 DB–15                                 | * 1 ADB * 2 soros * 1 D–25 (SCSI) * 1 DB–19 külső FDD * 1 3,5 jack audió be * 1 3,5 jack audió ki * beépített hangszóró       | * 1 NuBus* SCSI (külső)                              |
| IIvi1992. okt. 19. 1993. febr. 10.   | 152 mm 330 mm 419 mm 11,3 kg bézs        | Motorola 68030 @16 MHz és 1 mag L1 0,5kB,                                                     | 40MB HDD 1,44 floppy                 | System 7.1                 | 4MB max: 68MB @80ns4 hely          | nincs kijelző            | 512kB 1 DB–15                                | * 2 ADB * 2 soros * 1 D–25 (SCSI) * 1 DB-15 (külső monitor) * 1 3,5 jack audió be * 1 3,5 jack audió ki * beépített hangszóró | * 3 NuBus * 1 PDS* 1 5,25 SCSI (belső)* SCSI (külső) |
| IIvx1992. okt. 19. 1993. okt. 21.    | 152 mm 330 mm 419 mm 11,3 kg bézs        | Motorola 68030 @32 MHz és 1 mag L1 0,5kB, L2 32kB Motorola 68882 FPU                          | 40MB HDD                             | System 7.1                 | 4MB max: 68MB @80ns4 hely          | nincs kijelző            | 512kB 1 DB–15                                | * 2 ADB * 2 soros * 1 D–25 (SCSI) * 1 DB-15 (külső monitor) * 1 3,5 jack audió be * 1 3,5 jack audió ki * beépített hangszóró | * 3 NuBus * 1 PDS* 1 5,25 SCSI (belső)* SCSI (külső) |

## Gép képek

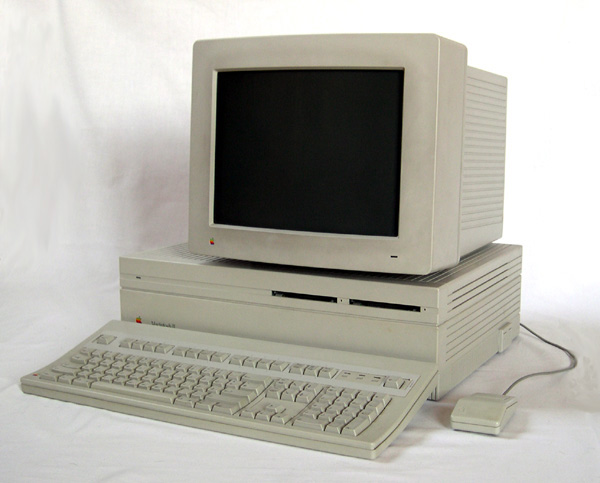
Macintosh II, a kijelző nem a gép része
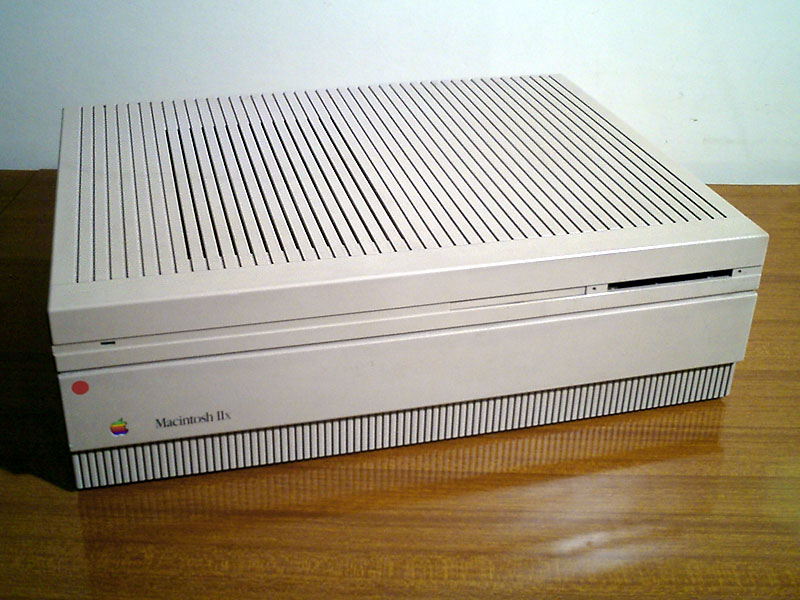
Macintosh IIx, az első Macintosh II 68030 CPU-val
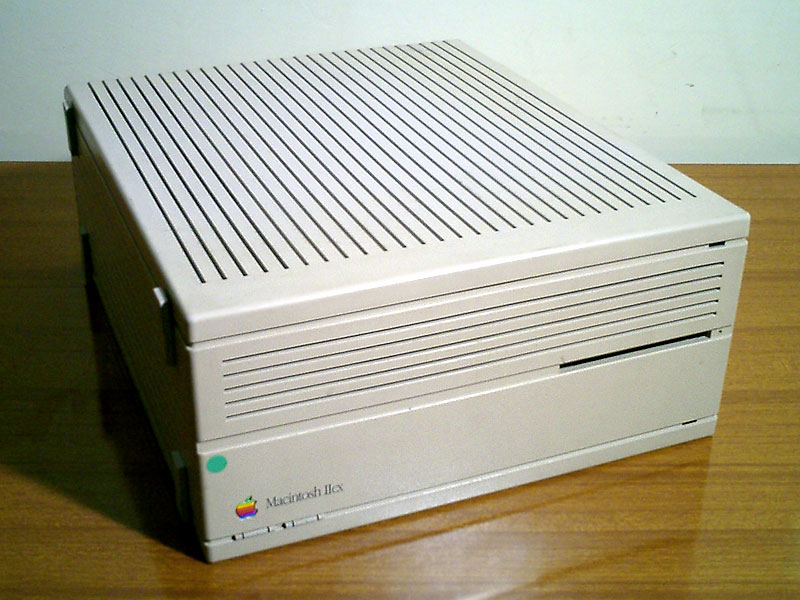
Macintosh IIcx
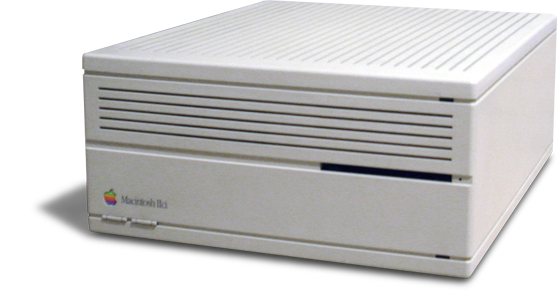
Macintosh IIci, népszerű modell
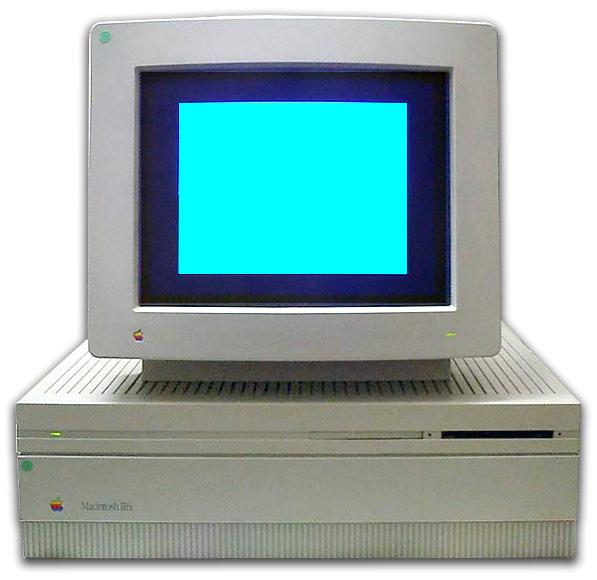
Macintosh IIfx, 40Mhz-es órajelével a leggyorsabb Macintosh II (kijelző nem része a gépnek)
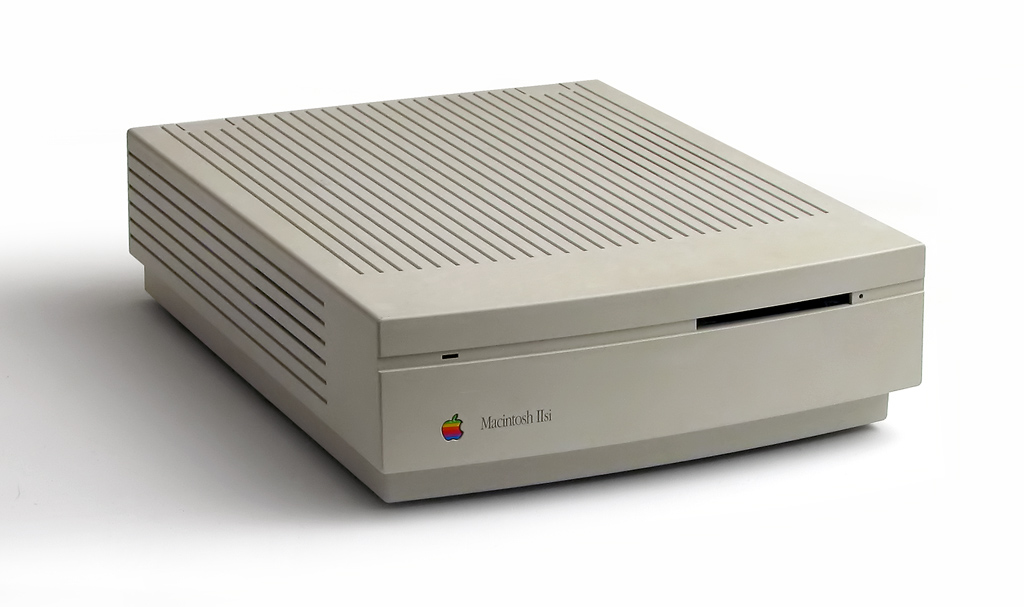
Macintosh IIsi, egyedi házat terveztek számára.
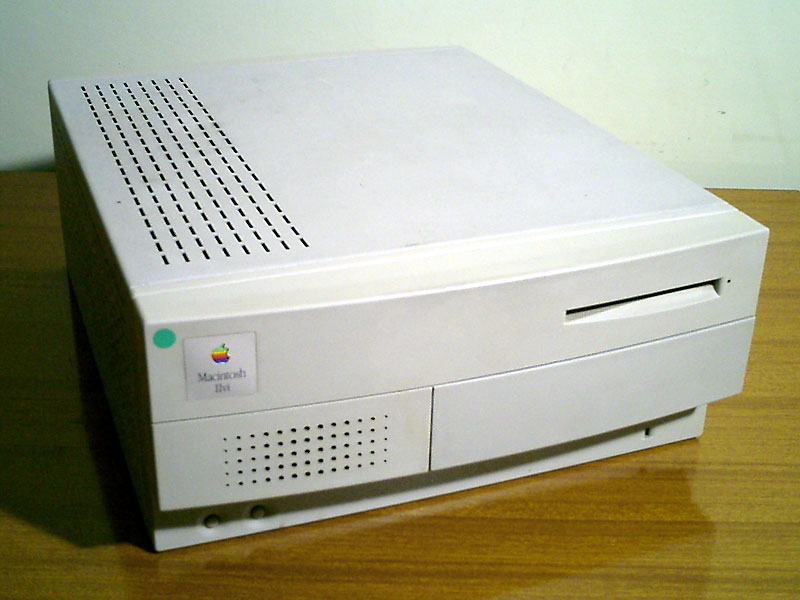
Macintosh IIvi, alig négy hónapig forgalmazták
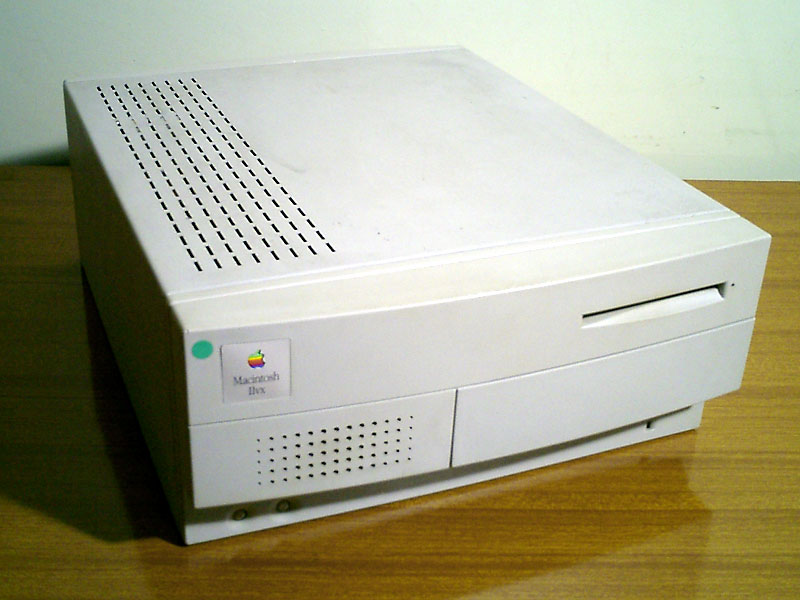
Macintosh IIvx, a házát használta később a Macintosh Quadra 650

## Macintosh II számítógépek az időben
| A Macintosh II számítógépek idővonalon |
| --- |
| A színek kezdete a bemutató időpontja, a forgalmazás több esetben is hónapokkal később kezdődött. Megeshet, hogy egy csík végét kitakarja egy másik csík eleje. Előfordul, hogy a gyártás befejezését követően még egy ideig forgalomban marad a gép adott verziója. |